# Richard Wiseman
Richard Wiseman (Londres, 1966) é um Professor de Entendimento Público da Psicologia na Universidade de Hertfordshire no Reino Unido. Wiseman iniciou sua carreira profissional como mágico, depois se graduando em Psicologia na University College London (UCL) e cursando Ph. D. em Psicologia na Universidade de Edimburgo.

## Pesquisa em Psicologia
Wiseman é conhecido pela análise cética e como desenganador de fenômenos como a paranormalidade. Ele é um dos membros do Comitê para a Investigação Cética (CSI). Suas pesquisas têm sido publicadas em vários periódicos acadêmicos e conferências científicas e apresentadas em programas de televisão. Em 2004 participou da equipe que fez testes preliminares em Natasha Demkina, uma jovem russa que afirmava ter uma visão especial que lhe permitia ver dentro do corpo das pessoas e diagnosticar doenças. O teste foi apresentado em um documentário no Discovery Channel chamado The Girl with X-Ray Eyes. A validade dos testes foi questionada por apoiadores de Demkina.
Além disso, Wiseman estudou os princípios da sorte e do azar, publicando os resultados em um livro de auto-ajuda chamado The Luck Factor. Ele mostrou que a sorte e o azar são resultantes de hábitos mensuráveis. Pessoas de sorte, por exemplo, devido à sua crença na boa sorte, podem gastar mais energia em suas tentativas, o que resulta em mais sucessos e reforça a crença na boa sorte. Pessoas de sorte são sociáveis e atentas, por isso têm mais chance de encontros que pessoas azaradas, considerando que ambas podem ter uma oportunidade de sorte. Além disso, as pessoas de sorte tendem a ver o lado bom de situações ruins. Em um exercício mental, em que descreviam a sensação de levar um tiro durante um assalto ao banco, as pessoas de sorte consideram-se sortudas por não terem sido mortas, enquanto as pessoas azaradas consideram-se sem sorte por terem sido alvejadas.
Em 2001 Wiseman criou o LaughLab (Laboratório do Riso), um experimento internacional para encontrar a melhor piada do mundo. A piada vencedora descreveu uma chamada para um serviço de emergência que tinha dado um tiro em seu amigo que estava em crise para obedecer a instrução "Primeiro, vamos ter certeza que ele está morto". O experimento também explorou as variações regionais e culturais do humor.

### Publicidade
As pesquisas de Wiseman têm sido apresentadas em mais de 150 programas de televisão, incluindo Horizon, Equinox e World In Action. Ele se apresenta frequentemente nos programas da rádio BBC Radio 4, incluindo algumas participações em Start the Week, Midweek e o Today programme. Wiseman também fez várias participações no programa televisivo britânico The Real Hustle, explicando a psicologia por trás de muitos embustes e truques de confiança. Artigos especiais sobre seu trabalho aparecem regularmente nos jornais The Times, The Daily Telegraph e The Guardian.

## Trabalhos
Wiseman publicou estudos sobre psicologia anomalística e psicologia da crença paranormal. Ele é autor do livro Paranormality: Why We See What Isn't There (2011), no qual faz uma análise psicológica do fenômeno paranormal.
Em 2011 Wiseman escreveu a primeira se(c)ção de uma história colaborativa, visando produzir um romance completo em dois meses. O resultado final do experimento foi um romance chamado Paradox: The Curious Life, and Mysterious Death, of Mr Joseph Wheeler.
Wiseman também se tornou um criador de conteúdo no Youtube depois que um vídeo de 2007 que tinha 6 milhões de visualizações em janeiro de 2014. Ele é melhor conhecido por sua série Bets You Will Always Win (Apostas que você sempre vai ganhar), que atingiu mais de 60 milhões de visualizações de seus 10 vídeos. Recentemente Wiseman criou um novo canal chamado 59 Seconds para promover o livro de mesmo nome.

## Prêmios

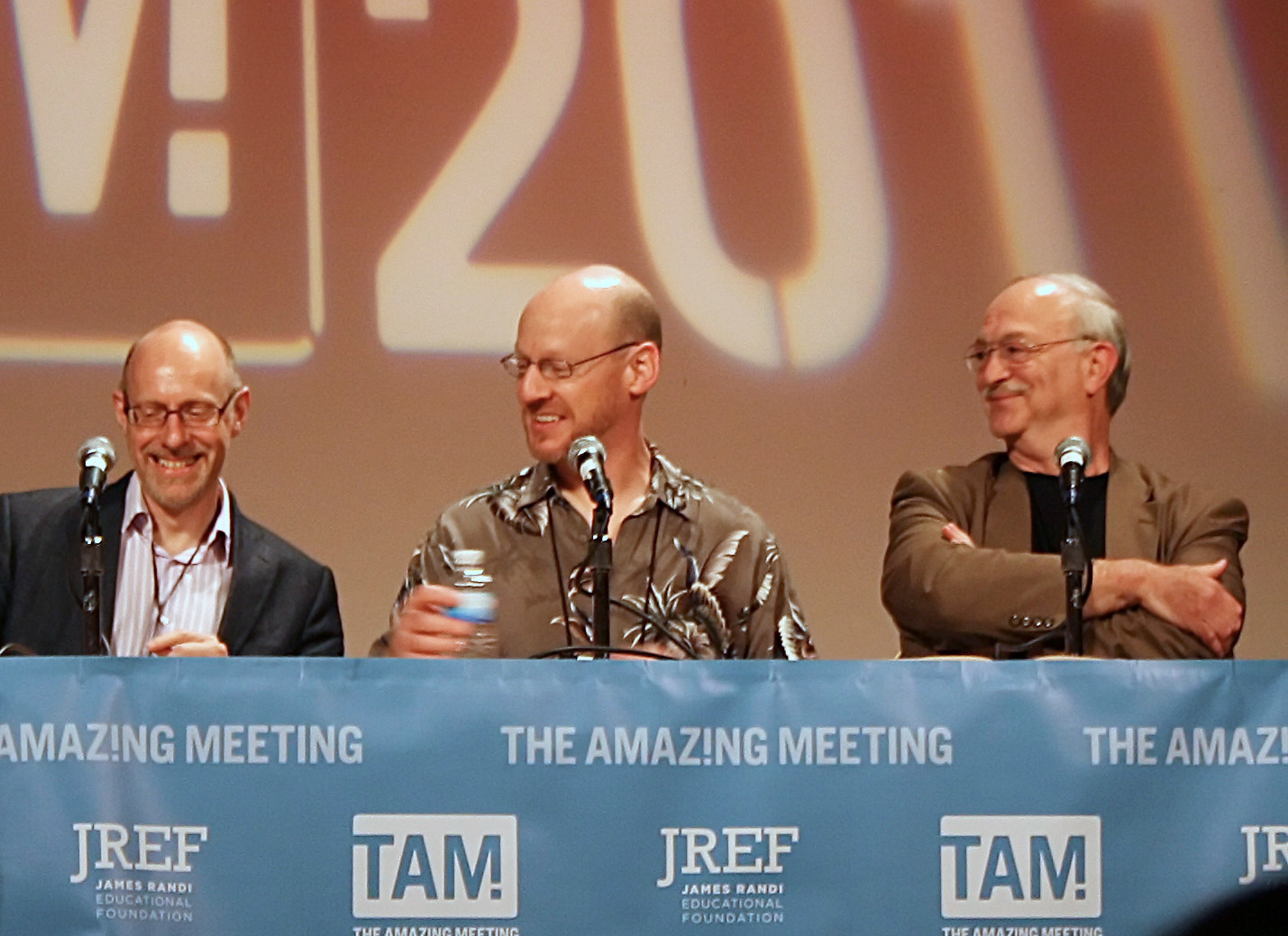
Richard Wiseman (esquerda) durante TAM9 em 2011, com Phil Plait e Joe Nickell

- CSICOP Public Education in Science Award, 2000[12]
- Associação Britânica para o Avanço da Ciência, Joseph Lister Award, 2002[12]
- NESTA DreamTime Fellowship pelo seu trabalho inovador de divulgação científica, 2004[13]

## Livros
- Wiseman, R. & Morris, R. L. (1995). Guidelines for Testing Psychic Claimants. Hatfield, UK: University of Hertfordshire Press (US edition: Amherst, USA: Prometheus Press).
- Milton, J. & Wiseman, R. (1997). Guidelines for Extrasensory Perception Research. Hatfield, UK: University of Hertfordshire Press.
- Wiseman, R. (1997). Deception and self-deception: Investigating Psychics. Amherst, USA: Prometheus Press
- Lamont, P. & Wiseman, R. (1999). Magic in Theory: an introduction to the theoretical and psychological elements of conjuring. Hatfield, UK: University of Hertfordshire Press (US edition: Hermetic Press).
- Wiseman, R. (2002). Laughlab: The Scientific Search For The World's Funniest Joke. London, UK: Random House
- Wiseman, R. (2003). The Luck Factor. London, UK: Random House
- Wiseman, R. (2004). Did you spot the gorilla? How to recognise hidden opportunities in your life. London, UK: Random House
- Wiseman, R. & Watt, C. (2005). Parapsychology. London, UK: Ashgate International Library of Psychology. Series Editor, Prof. David Canter
- Wiseman, R. (2007). Quirkology. London, UK: Pan Macmillan
- Wiseman, R. (2009). 59 Seconds: Think a Little, Change a Lot. London, UK: Pan Macmillan
- Wiseman, R. (2011). Paranormality: Why we see what isn't there. London, UK: Pan Macmillan

### Oficiais
- Sítio oficial
- Canal de Richard Wiseman no YouTube
- «Livro Quirkology» (em inglês)

### Editoras
- «Página de Wiseman» (em inglês). , Conville and Walsh Agentes literários de alguns livros
- «Speaking Profile» (em inglês). Um perfil de Richard Wiseman e os tópicos de palestras na editora Random House Speakers Bureau

### Entrevistas
- Entrevista ao «Pulse Project Podcast» (em inglês) (16 de maio de 2009, Oxford, Inglaterra)